# 吴仙标

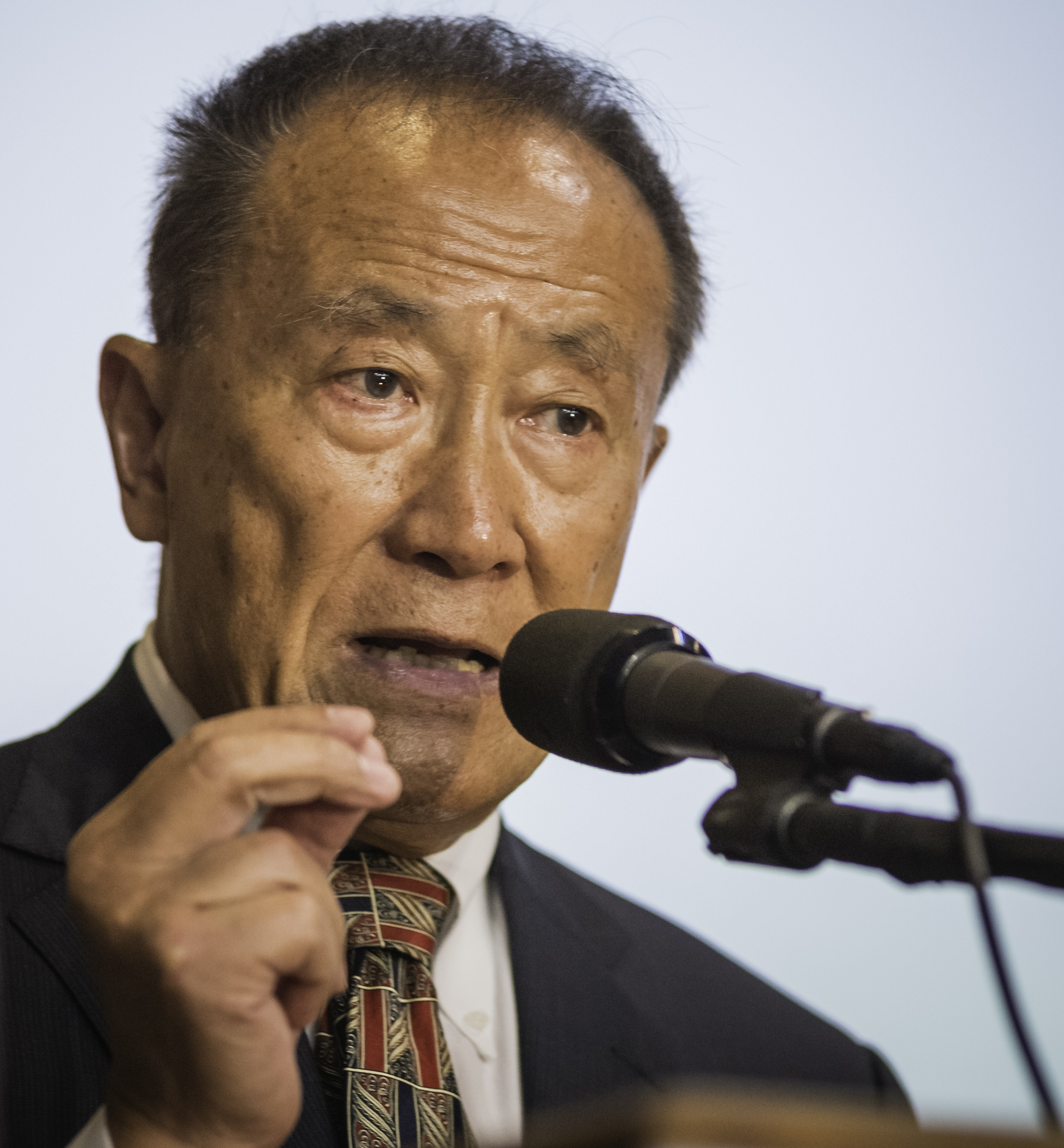
吳仙標

吴仙标（英語：Shien Biau Woo，1937年—），浙江省余姚县（今慈溪市周巷镇）人，出生于上海，著名美国华人政治人物，美国前特拉华州州参议院主席、副州长，美国第一位纯华人血统的副州长。

## 生平
第二次国共内战期间，12岁的吴仙标随家人迁居台湾，后迁居香港。就讀香港培正中學。1956年，赴美国留学。获喬治城學院物理学及數學雙學士学位，之后获美国华盛顿大学物理学博士学位。1966年，任特拉华大学物理学及天文学教授。
他加入美国民主党后，曾任该党全国委员会亚裔团体秘书。1984年11月6日，当选为美国特拉华州副州长。此前的美国华人中，陆续担任夏威夷州副州长职位的詹姆斯·凯洛哈、威廉·S·理查森皆是美国本土出生的华裔混血儿。吴仙标任职副州长期间，促成特拉华州最大的城市威尔明顿与家乡宁波市缔结为姐妹城市。
1987年1月16日，吴仙标、陳香梅、杨振宁等人发表《华裔公民关于1988年大选的政治宣言》，呼吁华裔公民在1988年美国总统选举中采取一致行动，争取平等政治地位。1987年3月22日，组成全美华裔政治委员会，他和陳香梅被选为共同主席。1990年2月，吴仙标当选美华协会会长。
2011年10月时，吴仙标回到家乡宁波访问，并与宁波市政协主席唐一军见面。

## 家庭
- 妻子吴凯仪，祖籍福建，1944年生于上海，美国女性政治活动家[1]。曾在乔·拜登位于特拉华州的辦公室當助理。2008年8月时，民進黨籍立法委員蔡同榮在《自由時報》网站撰文指“拜登的對台政策深受其夫婦的影響”[3]。